# Franz von Dumstorp
Franz von Dumstorp (* um 1485; † 11. Juni 1583 in Bremen) aus dem Adelsgeschlecht Dumbsdorf war ein Komtur der Komturei des Deutschen Ordens in Bremen.

## Biografie
Franz von Dumstorp stammte aus Osnabrück. Er war verheiratet und hatte eine Tochter und einen Neffen (* um 1540), den er adoptierte. Nach der Reformation wurde er in den 1520er Jahren lutherisch.  
Als am 10. Mai 1531 der bisherige Komtur der seit 1230 bestehenden Komturei des Deutschen Ordens in Bremen und vier seiner Knechte ermordet und die Komturei geplündert wurde, folgte von Dumstorp ab 1532 in diesem Amt. 1563 wurde die Komturei an Bremen verpfändet und kurzzeitig an den Komtur von Dünaburg verkauft. 1564 erwarb Bremen die Komturei und die 31 dazugehörenden Bauernhöfe. Von Dumstorp, der letzte Komtur, wohnte in der Komturei und verwaltete das Anwesen noch bis zu seinem Tode im Jahr 1583. Er wurde wahrscheinlich im Bremer Dom bestattet.